# Nádorvárosi Stadion
A Nádorvárosi Stadion (korábban Integrál-DAC sporttelep, DAC sporttelep, DAC Stadion vagy Pápai úti sporttelep) jelenleg a DAC-Utánpótlás FC labdarúgó-stadionja Győr Nádorváros nevű városrészében. A stadiont 1980-ban adták át, azóta a Dunántúli Atlétikai Club labdarúgó csapata ebben a stadionban játssza le mérkőzéseit.

## Fekvése
A stadion Győr délnyugati részén található, Nádorváros városrészben, a Marcalváros elnevezésű lakótelepen, a városközponttól körülbelül 3 kilométerre. Címe: 9024 Győr, Pápai út 39.

### Megközelítése
Mind vonattal, mind autóbusszal megközelíthető.